# Лопаті турбіни

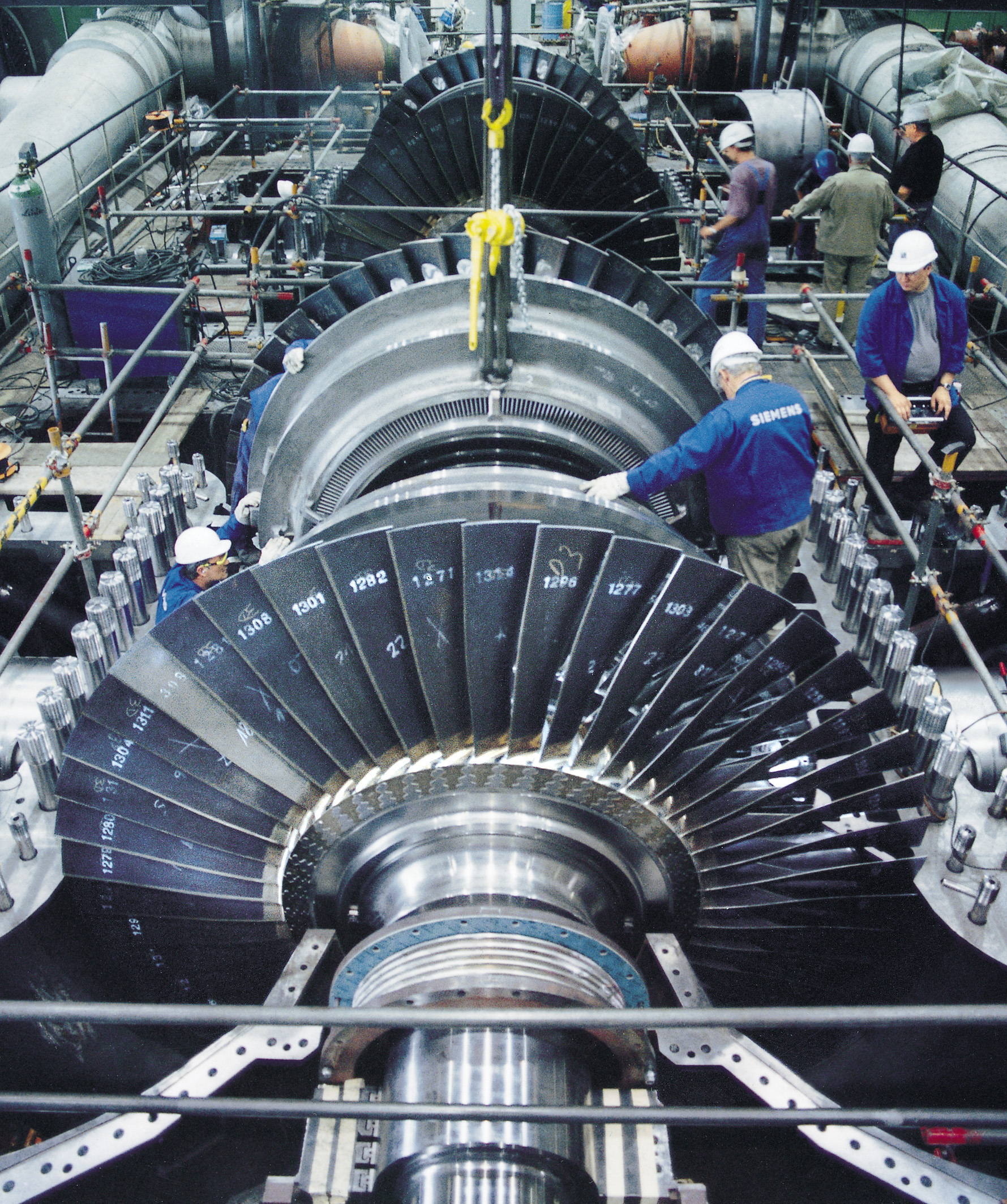
Монтаж парової турбіни від Siemens

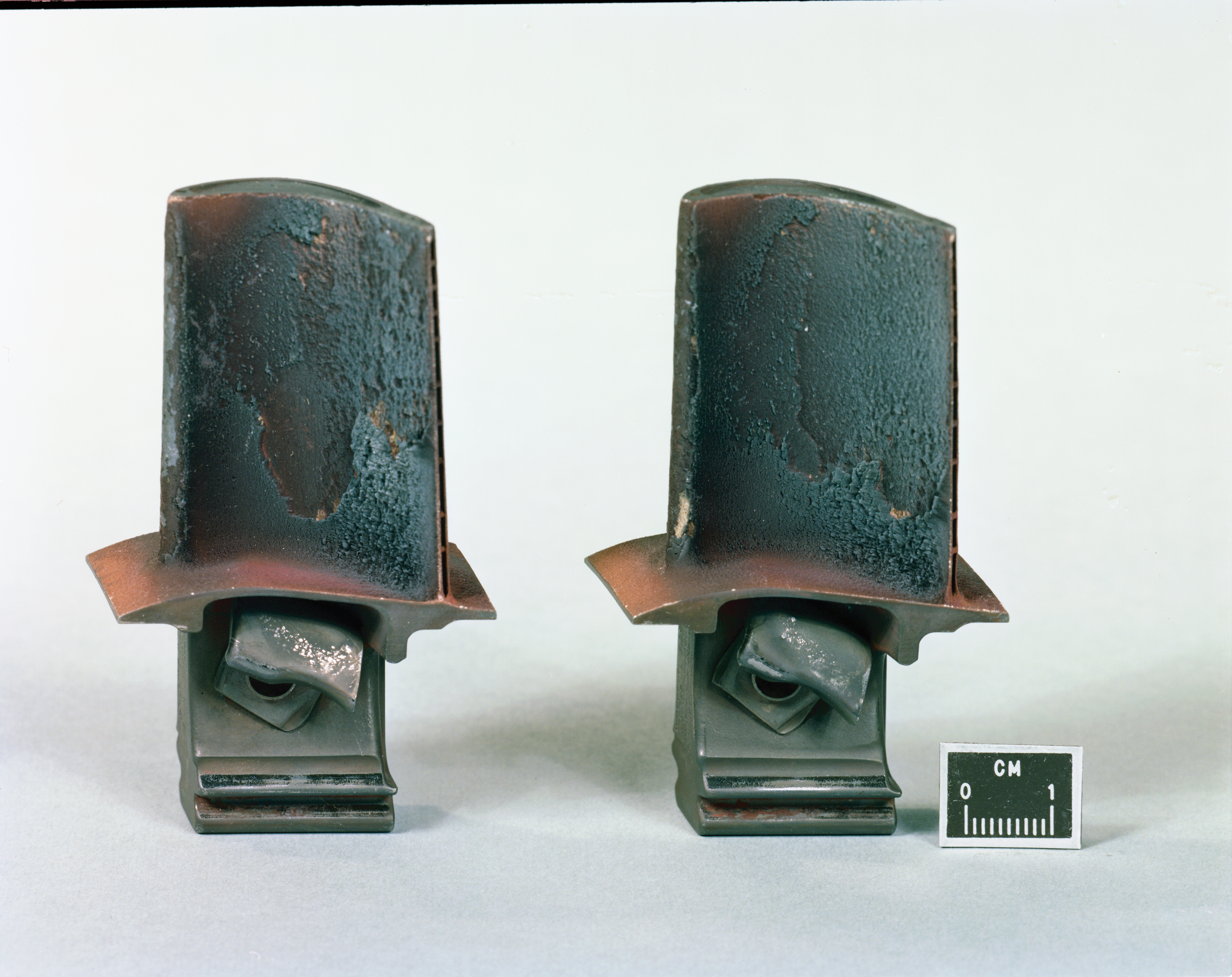
Лопаті турбіни

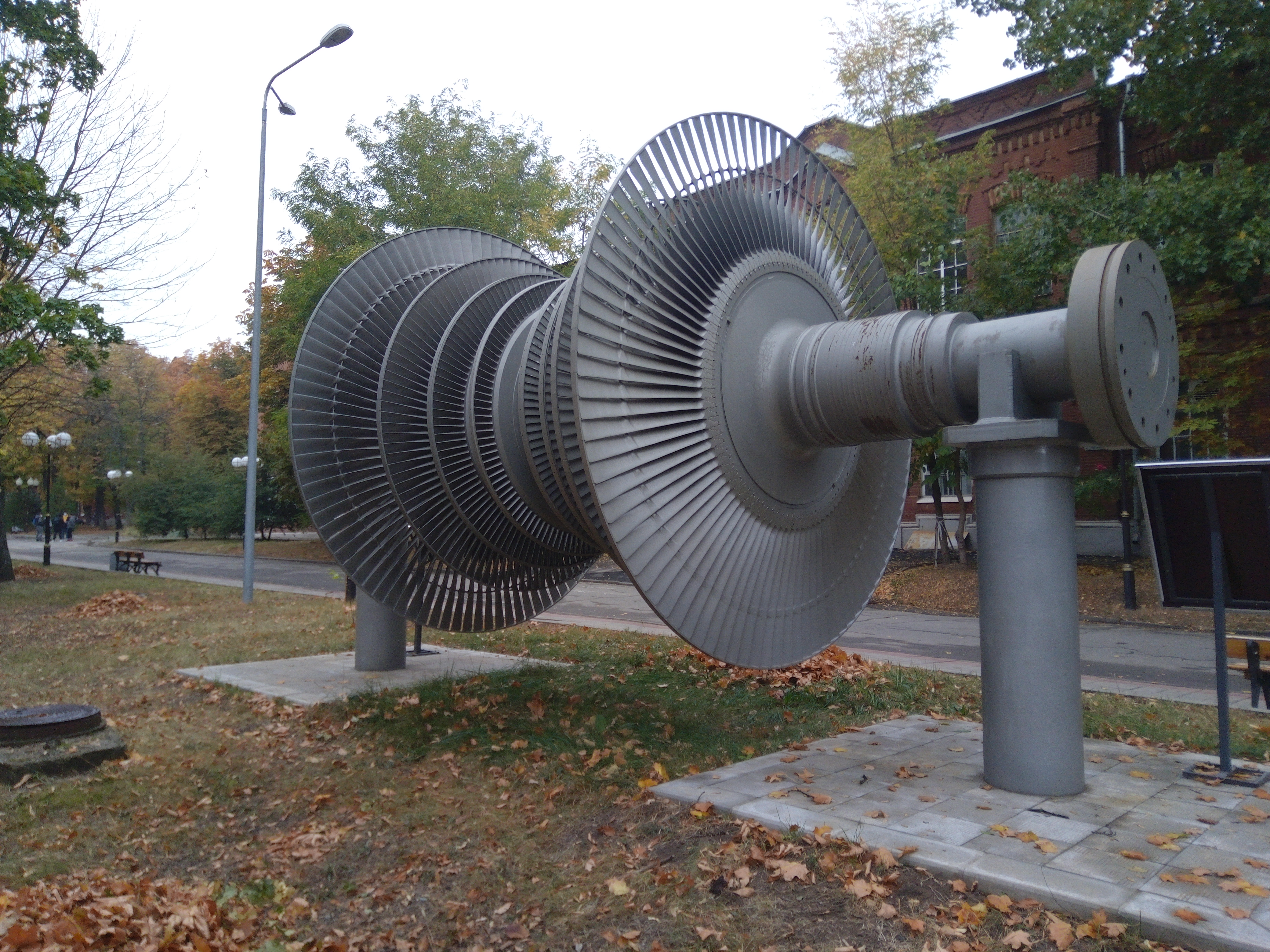
Турбіна виробництва українського виробника «Турбоатом»

Лопаті турбіни — це радіальні аерокрила, встановлена на ободі диска турбіни, яка створює тангенціальну силу, яка обертає ротор турбіни. Кожен диск турбіни має багато лопатей. У такому вигляді вони використовуються в газотурбінних двигунах і парових турбінах. Лопаті відповідають за вилучення енергії з високотемпературного газу під високим тиском, який виробляє камера згоряння. Лопаті турбіни часто є обмежуючим компонентом газових турбін. Щоб вижити в цьому складному середовищі, лопаті турбін часто використовують екзотичні матеріали, такі як суперсплави, і багато різних методів охолодження, які можна класифікувати як внутрішнє та зовнішнє охолодження і термобар'єрне покриття. Втома лопатей є основною причиною відмови парових і газових турбін. Втома спричинена напругою, спричиненою вібрацією та резонансом у робочому діапазоні машин. Щоб захистити лопаті від цих високих динамічних навантажень, використовуються демпфери тертя.